# کوسالار (قشلاق)
کوسالار یکی از روستاهای استان آذربایجان شرقی است که در دهستان نقدوز بخش فندقلو شهرستان اهر واقع شده‌است.این روستا ۱۲۷ نفر جمعیت دارد.